# Horst Höfler
Horst Höfler (* 17. November 1948 in München; † 23. Januar 2012 ebenda) war ein deutscher Alpin-Journalist und Bergbuch-Autor.

## Leben
Im Anschluss an eine Ausbildung als Industriekaufmann war Höfler zunächst beim Bergverlag Rother beschäftigt, zuletzt als Cheflektor. Es folgte ein Engagement beim Bergsportausrüster Salewa als Leiter der Werbeabteilung und beim Deutschen Alpenverein als Leiter der Abteilungen Öffentlichkeitsarbeit und Kultur. Im Jahr 1996 machte er sich als Autor selbständig. Einen Namen machte er sich vor allem mit seinen Kenntnissen über die Alpinismusgeschichte. Er verfasste Sachbücher, Biografien, Führerliteratur und Artikel für Bergzeitschriften.
Höfler begann im Alter von 16 Jahren mit Bergsteigen und war ein guter Allroundbergsteiger, dem unter anderem Besteigungen von 6000ern in den peruanischen Anden gelangen.

## Werk (Auswahl)
- Watzmann – Mythos und wilder Berg. Zusammen mit Heinz Zembsch. AS Verlag, Zürich 2001, ISBN 978-3-905111-61-3.
- Karl Maria Herrligkoffer – Besessen, sieghaft, umstritten. Zusammen mit Reinhold Messner. AS Verlag, Zürich 2001, ISBN 978-3-905111-65-1.
- Nanga Parbat: Expeditionen zum „Schicksalsberg der Deutschen“ 1934–1962. Zusammen mit Reinhold Messner. AS Verlag, Zürich 2002, ISBN 978-3-905111-88-0.
- Hermann Buhl: Am Rande des Möglichen. Zusammen mit Reinhold Messner. AS Verlag, Zürich 2003, ISBN 978-3-905111-88-0.
- Wilder Kaiser. Klettergeschichte – Geschichten vom Klettern. Zusammen mit Pit Schubert. 2. Auflage. AS Verlag, Zürich 2003, ISBN 978-3-905111-94-1.
- Alpenvereinsführer alpin – Kaisergebirge. Zusammen mit Jan Piepenstock. 12. Auflage. Bergverlag Rother, München 2006, ISBN 978-3-7633-1257-3.
- Dream Teams: Die erfolgreichsten Seilschaften des Alpinismus. Bruckmann, München 2008, ISBN 978-3-7654-4496-8.
- Das kleine Handbuch des Alpinismus: Alles rund ums Bergsteigen und Bergwandern. Bruckmann, München 2009, ISBN 978-3-7654-5251-2.
- Katastrophen am Berg: Tragödien der Alpingeschichte. Zusammen mit Gerlinde Witt. Bruckmann, München 2009, ISBN 978-3-7654-4862-1.
- Toni Hiebeler – Kreativ, kritisch und visionär. Zusammen mit Toni Hiebeler. AS Verlag, Zürich 2009, ISBN 978-3-909111-56-5.
- Hias Rebitsch. Der Berg ist nicht alles: Kletterpionier, Freigeist, Höhenarchäologe – Ein Lebensbild und seine wichtigsten Texte. Tyrolia, Innsbruck-Wien 2010, ISBN 978-3-7022-3083-8.